# Bundesamt für das Personalmanagement der Bundeswehr
Das Bundesamt für das Personalmanagement der Bundeswehr (BAPersBw) ist eine Bundesoberbehörde und gehört zum zivilen Organisationsbereich Personal der Bundeswehr. Es ist für die Personalführung der Soldaten und Beamten bis einschließlich Besoldungsgruppe A 16 sowie des Tarifpersonals ab Entgeltgruppe 9b TVöD sowie die militärische und zivile Personalgewinnung zuständig. Diese Aufgaben wurden davor vom Bundesamt für Wehrtechnik und Beschaffung (BWB), dem Bundesamt für Wehrverwaltung (BAWV), den Wehrbereichsverwaltungen (WBV), der Stammdienststelle der Bundeswehr (SDBw) und dem Personalamt der Bundeswehr (PersABw) erfüllt. Das BAPersBw wurde zum 1. Dezember 2012 eingerichtet.
Das Bundesamt wurde im Rahmen der Neuausrichtung der Bundeswehr geschaffen. Die feierliche Indienststellung mit Enthüllung des neuen Wappens fand am 3. Dezember 2012 in der Lüttich-Kaserne in Köln statt. Erster Präsident des Bundesamtes wurde der frühere Präsident der Wehrbereichsverwaltung West, Georg Stuke. Seit dem 18. April 2024 ist Generalmajor Robert Sieger Präsident des BAPersBw.
Die ministerielle Dienst- und Fachaufsicht über das BAPersBw wird durch die Abteilung Personal des Bundesministeriums der Verteidigung ausgeübt.

## Aufbau
Das BAPersBw besteht aus den folgenden Abteilungen:
- Abteilung I Zentrale Aufgaben
- Abteilung II Personalgewinnung
- Abteilung III Personalführung Offiziere
- Abteilung IV Personalführung Unteroffiziere/Mannschaften
- Abteilung V Personalführung Zivilpersonal (am Standort Sankt Augustin Niederberg-Kaserne)
- Abteilung VI Personalführung Reservisten (am Standort Brückberg-Kaserne in Siegburg)
- Abteilung VII Personal Services (an verschiedenen Standorten)

## Nachgeordnete Behörden
- 16 Karrierecenter der Bundeswehr
  - 110 Karriereberatungsbüros

„Im Bereich Personalgewinnung innerhalb dieses Bundesamtes werden die bisherigen Aufgaben der Kreiswehrersatzämter und der zivilen und militärischen Nachwuchsgewinnungsorganisationen zusammengeführt. Um eine umfassende Information von Interessenten über alle zivilen und militärischen Berufsbilder der Bundeswehr zu gewährleisten, werden 110 ständig besetzte und bis zu 200 mobile Karriereberatungsbüros eingerichtet. Neben diesen Elementen in der Fläche werden 16 Karrierecenter der Bundeswehr mit einem umfassenden Beratungs- und Informationsangebot für Politik, Behörden und Wirtschaft geschaffen.“

## Liegenschaften
Das BAPersBw ist über verschiedene Liegenschaften bundesweit, hauptsächlich im Rheinland, verteilt untergebracht. Die Liegenschaften sind in:
- Köln-Longerich (Lüttich-Kaserne),
- Köln-Westhoven (Gereon-Kaserne),
- Köln-Raderthal (ehemaliges Kreiswehrersatzamt Köln),
- Siegburg (Brückberg-Kaserne),
- Sankt Augustin (Niederberg-Kaserne),
- Bonn (Königswinterer Str. 554–556),
- Düsseldorf-Golzheim,
- Düsseldorf-Mörsenbroich (Servicezentrum West),
- Hannover (Servicezentrum Nord),
- Stuttgart (Servicezentrum Süd),
- Stuttgart (Theodor-Heuss-Kaserne),
- Strausberg (Servicezentrum Ost; von-Hardenberg-Kaserne),
- Willich (Krefelder Str. 203).

## Leitung
| Präsident | Präsident                     | Präsident           | Präsident         |
| Nr.       | Name                          | Beginn der Amtszeit | Ende der Amtszeit |
| --------- | ----------------------------- | ------------------- | ----------------- |
| 3.        | Generalleutnant Robert Sieger | 18. April 2024      |                   |
| 2.        | Sabine Grohmann               | 1. September 2018   | 17. April 2024    |
| 1.        | Georg Stuke                   | 1. Dezember 2012    | 1. September 2018 |

Das Amt des Präsidenten ist in Besoldungsgruppe B 9 der Bundesbesoldungsordnung B eingruppiert.
| Vizepräsident und ständiger Vertreter des Präsidenten | Vizepräsident und ständiger Vertreter des Präsidenten | Vizepräsident und ständiger Vertreter des Präsidenten | Vizepräsident und ständiger Vertreter des Präsidenten |
| Nr.                                                   | Name                                                  | Beginn der Amtszeit                                   | Ende der Amtszeit                                     |
| ----------------------------------------------------- | ----------------------------------------------------- | ----------------------------------------------------- | ----------------------------------------------------- |
| 5.                                                    | Thomas Uhle                                           | Juni 2024                                             |                                                       |
| 4.                                                    | Generalstabsarzt Nicole Schilling                     | 1. Januar 2022                                        | Juni 2024                                             |
| 3.                                                    | Generalmajor Gunter Schneider                         | 1. April 2019                                         | 15. Dezember 2021                                     |
| 2.                                                    | Konteradmiral Martin Krebs                            | 1. Juni 2015                                          | 1. April 2019                                         |
| 1.                                                    | Generalmajor Manfred Hofmann                          | 1. Dezember 2012                                      | 31. Mai 2015                                          |

| Vizepräsident | Vizepräsident                    | Vizepräsident       | Vizepräsident     |
| Nr.           | Name                             | Beginn der Amtszeit | Ende der Amtszeit |
| ------------- | -------------------------------- | ------------------- | ----------------- |
| 6.            | Kornelia Fischer                 | Oktober 2024        |                   |
| 5.            | Christoph Keller                 | 1. Juli 2022        | Oktober 2024      |
| 4.            | Generalarzt Nicole Schilling     | 1. April 2019       | 31. Dezember 2021 |
| 3.            | Brigadegeneral Georg Klein       | 1. April 2017       | 1. März 2019      |
| 2.            | Brigadegeneral Friedhelm Tränapp | 1. September 2015   | 1. April 2017     |
| 1.            | Brigadegeneral Jürgen Knappe     | 1. Dezember 2012    | 1. September 2015 |

| Vizepräsident | Vizepräsident               | Vizepräsident       | Vizepräsident     |
| Nr.           | Name                        | Beginn der Amtszeit | Ende der Amtszeit |
| ------------- | --------------------------- | ------------------- | ----------------- |
| 1.            | Brigadegeneral Stefan Weber | November 2024       |                   |